# Профмедиа
«Профме́диа» — российский медиахолдинг. Полное наименование управляющей компании — Общество с ограниченной ответственностью «ПрофМедиа Менеджмент». Штаб-квартира располагается в Москве.

## История
Основан в 1997 году.

### Слияния, потери и поглощения
- В ноябре 2004 года редакция и коллектив журнала «Эксперт» купила у «ПрофМедиа» журнал «Эксперт»[1].
- В июне 2005 года «Газпром-Медиа» выкупила у «ПрофМедиа» общественно-политическую газету «Известия»[2][3].
- В январе 2006 года «ПрофМедиа» выкупила у группы «Спутник» 100 % акций Издательского дома «Афиша»[4], а в феврале того же года холдингом был приобретён телеканал «2x2»[5]. В октябре 2006 года «ПрофМедиа» выкупила у компании Rambler Media Limited телеканал «Rambler Телесеть»[6], а также стала собственником фильмового телеканала «ТВ-3»[7].
- В марте 2007 года группе компаний ЕСН был продан Издательский дом «Комсомольская правда» (газеты «Комсомольская правда», «Экспресс-газета», «Советский спорт»)[8]. В июне того же года холдингом «ПрофМедиа» выкуплен музыкальный телеканал «MTV Россия»[9].
- В сентябре 2010 года журнал «Большой город» и сайт bg.ru были проданы медиахолдингу «Дождь».
- В январе 2012 года сеть кинотеатров «Синема Парк» отделилась от «ПрофМедиа». Она стала самостоятельной единицей[10].

С 2011 года «ПрофМедиа» пыталась продать свой радиобизнес, в частности, группе «Выбери радио» предпринимателя Ивана Таврина, однако не договорилась о стоимости. В 2012 году была достигнута договорённость о продаже радиостанций владельцу «Европейской медиагруппы», компании «Сибирский деловой союз» за сумму около $150 млн, однако эта сделка не получила согласие Федеральной антимонопольной службы.
В марте 2013 года компании «Рамблер-Афиша» и SUP Media объявили о слиянии, сделка завершилась в мае 2013 с образованием компании «Рамблер-Афиша-СУП». В состав директоров компании «Рамблер-Афиша-СУП» вошли вице-президент по финансам медиахолдинга «ПрофМедиа» Елена Верман и президент медиахолдинга «ПрофМедиа» Ольга Паскина. Медиактивы компании «Афиша-Рамблер» выведены из медиахолдинга «ПрофМедиа» в новую структуру компании «Рамблер-Афиша-СУП», которая в апреле 2014 года переименована в Rambler&Co.
В ноябре 2013 года стало известно, что «Газпром-Медиа-Холдинг» приобретает 100 % акций «ПрофМедиа» у «Интерроса» Владимира Потанина. У Владимира Потанина остаются 50 % «Rambler&Co», 100 % сети кинотеатров «Синема Парк» и миноритарная доля в портале ivi.ru. В январе 2014 года сделка была одобрена, а 21 февраля того же года была завершена.

## Собственники
До 2007 года «ПрофМедиа» владели Владимир Потанин и Михаил Прохоров каждый по 50 %, в 2007 году по договоренности между экс-партнерами 100 % «Проф-Медиа» досталась Владимиру Потанину. В 2013 году «Газпром-медиа» купила у Потанина «Профмедиа».
Холдинг «ПрофМедиа» входит в Газпром-Медиа Холдинг (до 2013 года входил в группу «Интеррос»).

## Руководство

### Президенты
- Вадим Горяинов (1997—2004)
- Рафаэль Акопов (2004—2007, 2008—2011, 2011—2013)[22]
- Юлия Соловьёва (2007—2008, 2011)
- Ольга Паскина (2013—2014)
- Владимир Ханумян (2014—2015)[23]
- Владимир Чопов (с 2015)

### Председатели Совета директоров
- Михаил Кожокин (1998—2003)
- Рафаэль Акопов (2003—2004, 2007—2008, 2011)
- Андрей Бугров (2004—2007, 2008—2011)
- Лариса Зелькова (2011—2013)
- Алексей Башкиров (2013—2014)

## Деятельность
В июне 2012 года была образована компания «ПрофМедиа ТВ», которая объединила телеканалы «ТВ-3», «2x2», «MTV Россия» (позже — «Пятница!»). Каналы претендовали на включение во второй мультиплекс цифрового телевещания в России, но это удалось каналу «ТВ-3» (с третьей попытки) и каналу «Пятница!» (со второй попытки). Холдинг владеет контрольным пакетом акций компании «Централ Партнершип» — диверсифицированного дистрибьютора и производителя теле- и кинопродукции. В рамках холдинга создана «Вещательная корпорация „ПрофМедиа“» (ВКПМ), которая управляет радиостанциями «Авторадио», «NRJ Россия», «Юмор FM», «Romantika», интернет-радио «101.ru».
26 ноября 2013 года генеральный директор «Газпром-Медиа» Михаил Лесин сообщил о том, что его холдинг решил выкупить сто процентов акций «ПрофМедиа», куда входят телеканалы «ТВ-3», «Пятница» и «2x2», радиостанции «Авторадио», «NRJ» и «Юмор FM», кинокомпания «Централ Партнершип». Сделка завершена 21 февраля 2014 года.
После закрытия сделки компания «ПрофМедиа ТВ» («ТВ-3», «Пятница!», «2x2») объединилась с каналом «ТНТ» и компаниями «Comedy Club Production» и «Good Story Media» в субхолдинг «ГПМ Развлекательное ТВ». Радиостанции Газпром-Медиа перешли под управление ВКПМ («Авторадио», «NRJ Россия», «Юмор FM», «Romantika», интернет-радио «101.ru»), позже на базе ВКПМ был создан субхолдинг «ГПМ Радио». Газпром-Медиа стал единственным владельцем компании «Централ Партнершип», консолидировав все 100% акций, и вместе с компаниями «НТВ Кино» и «Ред Медиа», вошёл в состав субхолдинга «ГПМ Кино и Тематическое ТВ».

### Показатели деятельности
Выручка компании по МСФО в 2009 году составила 16,1 млрд руб., EBITDA — 5,7 млрд руб.